# Eyralpenus testacea
Eyralpenus testacea là một loài bướm đêm thuộc phân họ Arctiinae, họ Erebidae.